# Renea elegantissima
Renea elegantissima is een slakkensoort uit de familie van de Aciculidae. De wetenschappelijke naam van de soort is voor het eerst geldig gepubliceerd in 1886 door Pini.